# Alfred Trzebinski
Pour les articles homonymes, voir Trzebinski.
Alfred Trzebinski (29 août 1902 – 8 octobre 1946) est un médecin SS allemand ayant opéré dans les camps de concentration d'Auschwitz, Majdanek et Neuengamme. 
Il joua un rôle important dans la création de la section spéciale Heißmeyer du département des expériences médicales. Il fut aussi impliqué dans le meurtre des enfants. Après la guerre, il essaya de passer incognito, mais fut arrêté le 1er février 1946 et condamné à mort au procès de Neuengamme.

## Carrière
Trzebinski naît à Jutrosin, dans la province de Posen (devenu comté de Rawicz). Après ses études et son diplôme, il devient médecin en Saxe. Membre du parti nazi et de la SS, Trzebinski est médecin de camp (allemand: Lagerarzt) au camp de concentration d'Auschwitz de juillet 1941 à octobre 1941 et d'octobre 1941 à septembre 1943 au camp de Majdanek. Il est ensuite transféré au camp de concentration de Neuengamme, où il supervise le médecin SS Kurt Heißmeyer, médecin ayant pratiqué des expérimentations médicales nazies sur des enfants à Neuengamme et à Auschwitz. Trzebinski était responsable des soins médicaux des détenus du camp de Neuengamme et de tous ses sous-camps. Sur cent mille détenus, au moins 42 900 moururent entre 1938 et 1945.

## Expériences médicales humaines

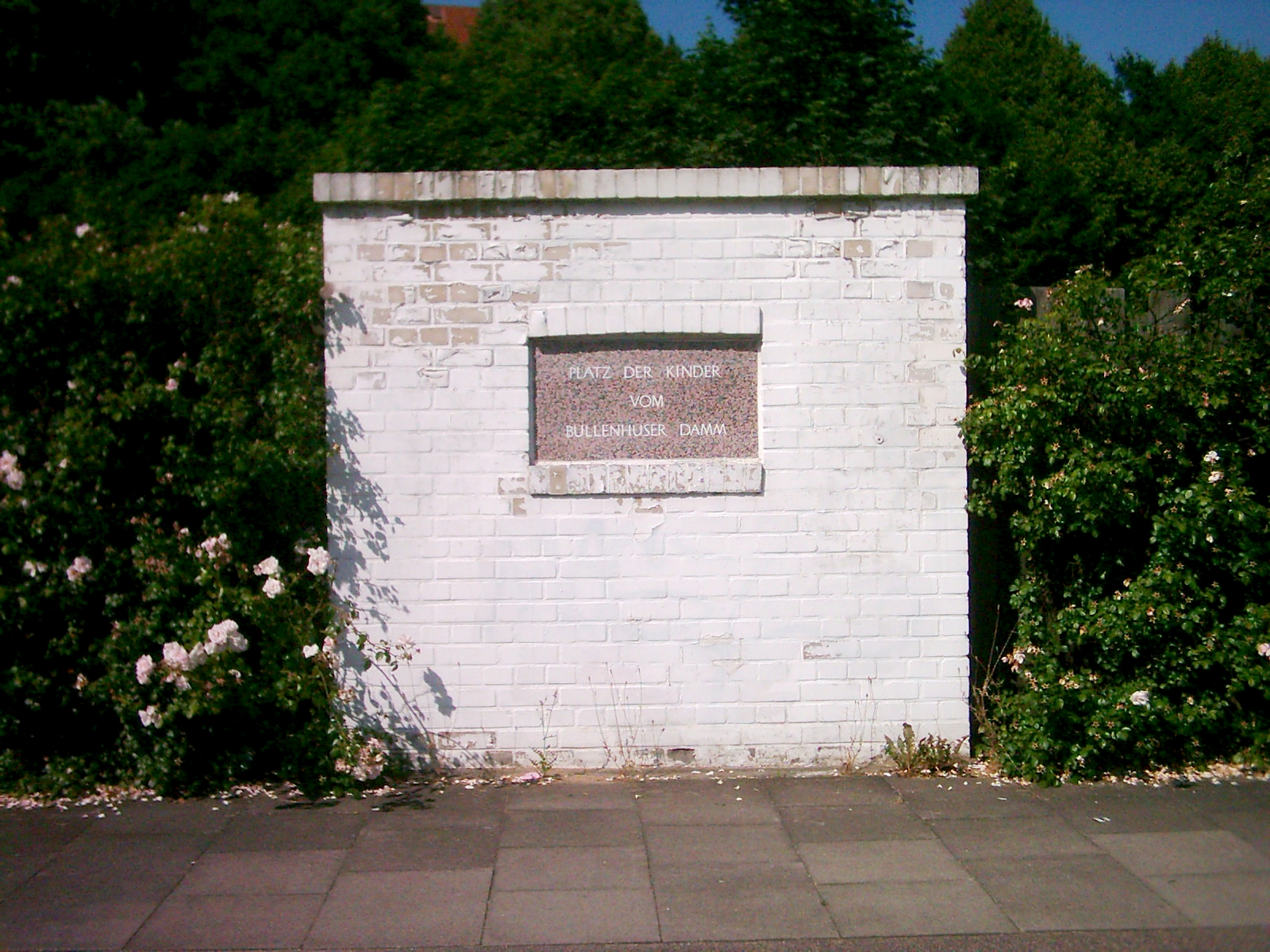
Place des enfants de Bullenhuser Damm à Hambourg, Allemagne.

Trzebinski est impliqué dans le meurtre de 20 enfants, Mania Altmann, Mania Birnbaum, Sergio De Simone, Surcis Goldinger, Riwka Herszberg, Alexander Hornemann, Eduard Hornemann, Marek James, Walter Jungleib, Lea Klygermann, Georges-Andre Kohn, Blumel Mekler, Jacqueline Morgenstern, Eduard Reichenbaum, Marek Steinbaum, H. Wassermann, Eleonora Witońska, Roman Witoński, Roman Zeller et Ruchla Zylberberg dans le sous-camp Bullenhuser Damm, une ancienne école partiellement détruite lors du bombardement de Hambourg pendant la Seconde Guerre mondiale. 
Heißmeyer avait sélectionné vingt enfants juifs (10 garçons et 10 filles) d'Auschwitz afin de continuer ses expériences. Son but était d'injecter des bactéries tuberculeuses et d'exciser les ganglions lymphatiques axillaires. Avec les expériences humaines, Heissmeyer voulait prouver que la tuberculose peut être combattue par une tuberculose cutanée produite artificiellement et que les "personnes racialement inférieures" sont plus sensibles à la tuberculose, Trzebinski était responsable du traitement médical permanent. Ils ont ensuite retiré un ganglion lymphatique de chacun des enfants. Ceux-ci ont ensuite été préparés et emportés par Heissmeyer.
Dans la nuit du 20 avril 1945, Trzebinski leur injecta de la morphine (pour les endormir), après quoi ils furent pendus dans le sous-sol de l'école Bullenhuser Damm.
Leurs quatre soignants, deux médecins français,  Gabriel Florence (1886-1945) de Lyon, depuis fin 1943 membre de Conseil national de la Résistance, et René Quenouille de Sarlat-la-Canéda, membre de Patriam Recuperare, de deux infirmières néerlandaises, les prisonniers politiques Dirk Deutekom d'Amsterdam et Antonie Hölzel de La Haye, ainsi que 24 prisonniers de guerre soviétiques ont également été assassinés avec les enfants.

## Procès et exécution
En fuite après la fin de la Seconde Guerre mondiale, il est finalement arrêté par les britanniques le 1er février 1946.
Trzebinski est condamné à mort pendant le procès de Curio-Haus à Rotherbaum (en) en mars 1946, pour complicité d'homicide sur des enfants. Lors de son procès, il confesse librement et franchement : « Si j'avais agi en héros, les enfants seraient peut-être morts un peu plus tard, mais ils ne pouvaient échapper à leur sort », tout en admettant « on ne peut pas exécuter des enfants, mais seulement les assassiner, ce n'était de toute façon “que” des juifs ». Trzebinski est pendu par Albert Pierrepoint le 8 octobre 1946 à la prison de Hamelin,.